# Barbarea verna
Barbarea verna é uma espécie de planta com flor pertencente à família Brassicaceae. 
A autoridade científica da espécie é (Mill.) Asch., tendo sido publicada em Flora der Provinz Brandenburg 1(1): 36. 1864 [1860].

## Portugal
Trata-se de uma espécie presente no território português, nomeadamente em Portugal Continental, no Arquipélago dos Açores e no Arquipélago da Madeira.
Em termos de naturalidade é nativa de Portugal Continental e introduzida nos Arquipélago dos Açores e da Madeira.

## Protecção
Não se encontra protegida por legislação portuguesa ou da Comunidade Europeia.